# Dobratice-Vojkovice (železniční zastávka)
Dobratice-Vojkovice jsou železniční zastávka, která leží v km 121,293 železniční trati Český Těšín – Frýdek-Místek. Zastávkou prochází jedna traťová kolej, u které je vybudováno nástupiště o délce 90 metrů, výška nástupní hrany je 380 mm nad temenem kolejnice. V zastávce je přístřešek pro cestující.
V červenci 2023 tak na žádost Správy železnic rozhodl Drážní úřad o přejmenování zastávky z předchozího názvu Dobratice pod Prašivou na Dobratice-Vojkovice od prosince téhož roku.
Na zastávce se nachází rozcestí, a tím se stává výchozím bodem na chatu Prašivá a na jiná místa. Zastávka leží poblíž Dobratic, ale na okraji katastrálního území obce Vojkovice. 

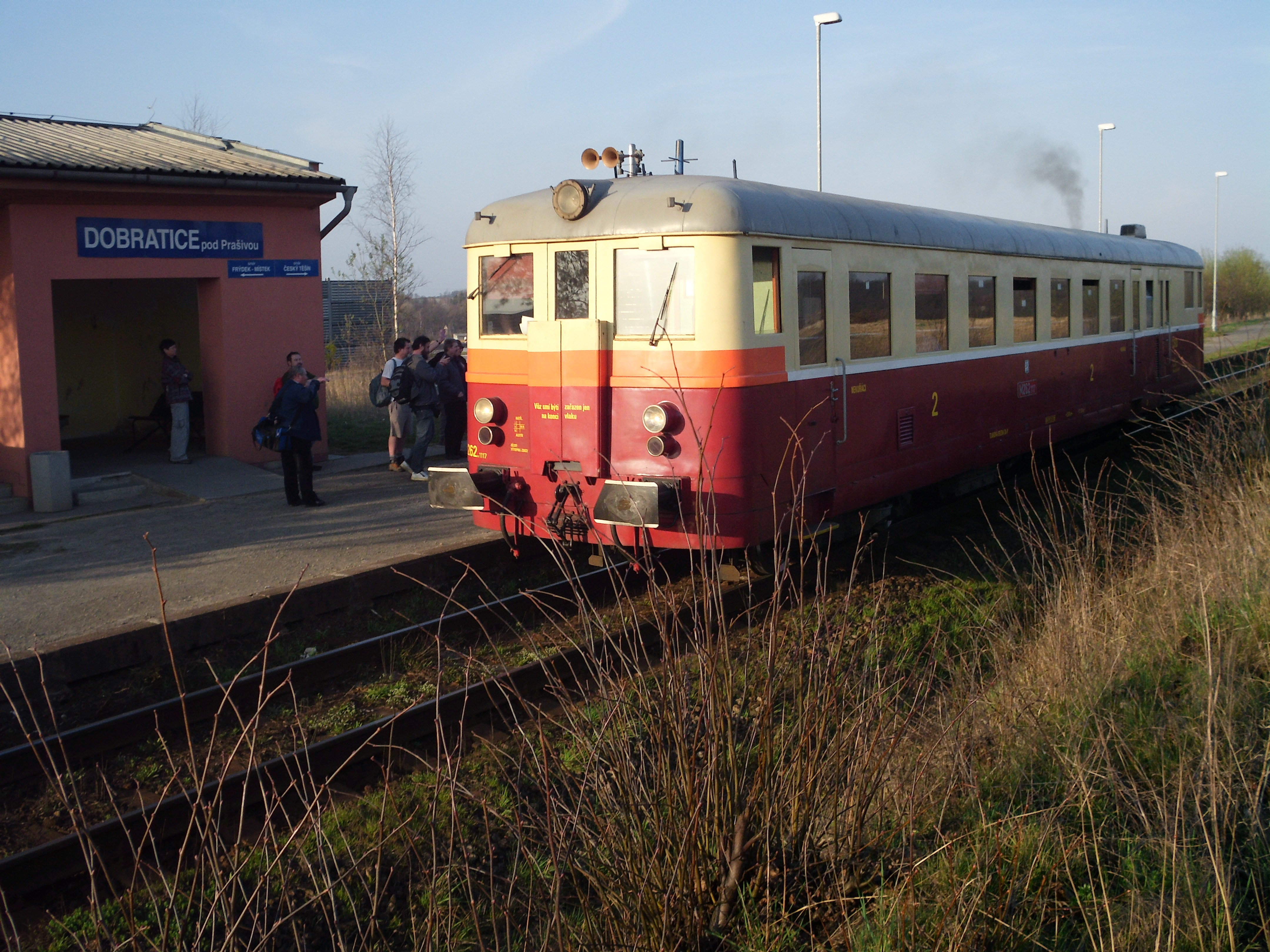
Na zastávce stojí motorový vůz M 262.0